# Sulcosticta viticula
Sulcosticta viticula är en trollsländeart som beskrevs av Van Tol 2005. Sulcosticta viticula ingår i släktet Sulcosticta och familjen Platystictidae. Inga underarter finns listade i Catalogue of Life.